# Узункольское
Узункольское (каз. Ұзынкөл, до 1993 г. — Ушаковское) — село в Егиндыкольском районе Акмолинской области Казахстана. Административный центр Узункольского сельского округа. Код КАТО — 114447100.

## География
Село расположено в 33 км на юго-восток от районного центра села Егиндыколь. Близ села проходит автодорога P-208 и имеется одноимённое озеро в восточной части села.

## История
Основано в 1954 году, как село Ушаково (в честь адмирала  Ушакова  Ф.Ф.) демобилизованными военными моряками Балтийского и Черноморского флотов, прибывшими по комсомольским путёвкам на освоение целинных и залежных земель, и являлось усадьбой совхоза имени Ушакова  Ф.Ф., образованного в том же году на землях госфонда. С 1993 года — село Узункольское

## Население
В 1989 году население села составляло 897 человек (из них русских 30%, казахов 22%).
В 1999 году население села составляло 594 человека (299 мужчин и 295 женщин). По данным переписи 2009 года, в селе проживало 396 человек (189 мужчин и 207 женщин).
| Численность населения | Численность населения | Численность населения |
| 1989                  | 1999                  | 2009                  |
| --------------------- | --------------------- | --------------------- |
| 897                   | ↘594                  | ↘396                  |